# Wolfsberg
Wolfsberg (česky Vlčí Hora, slovinsky Volšperk) je rakouské okresní město okresu Wolfsberg ve spolkové zemi Korutany. Leží na řece Lavant, v nadmořské výšce 463 m, 58 km severovýchodně od Celovce (německy Klagenfurt am Wörthersee). Žije zde přibližně 25 tisíc obyvatel. Je třetím největším městem Korutan.

## Politika
Městská rada se skládá z 35 členů.

### Starostové
- Hans Lagger (SdP)
- 1979–1989 Harald Kunstätter (SPÖ)
- 1989–1998 Manfred Kraxner (SPÖ)[3]
- 1998–2011 Gerhard Seifried (SPÖ)[4]
- 2011–2020 Hans-Peter Schlagholz (SPÖ)[5][6]
- od roku 2020: Hannes Primus (SPÖ)[6]

## Doprava
Městem prochází od severu k jihu dálnice A2 (Süd Autobahn) a souběžně s ní také Zemská silnice B70 (Packer Straße).
Mimo to také městem prochází železniční trať. V blízkosti města se nachází i sportovní letiště.

## Sport
- Wolfsberger AC – fotbalový klub

## Osobnosti
- Michael Tangl (1861-1921), historik
- Ottokar Uhl (* 1931), architekt
- Thomas Jöbstl (* 1978), hornista

## Partnerská města
- Herzogenaurach, Německo
- Várpalota, Maďarsko